# Гудзівська сільська рада
Гудзі́вська сільська́ ра́да — адміністративно-територіальна одиниця та орган місцевого самоврядування у Звенигородському районі Черкаської області. Адміністративний центр — село Гудзівка.

## Загальні відомості
- Населення ради: 788 осіб (станом на 2001 рік)

## Населені пункти
Сільській раді були підпорядковані населені пункти:
- с. Гудзівка

## Склад ради
Рада складалася з 12 депутатів та голови.
- Голова ради: Дяченко Ірина Миколаївна
- Секретар ради:'

### Керівний склад попередніх скликань
| Прізвище, ім'я, по батькові | Основні відомості                                                          | Дата обрання | Дата звільнення |
| --------------------------- | -------------------------------------------------------------------------- | ------------ | --------------- |
| Кузнєцов Іван Ілліч         | Сільський голова, 1951 року народження, член Соціалістичної партії України | 26.03.2006   | 31.10.2010      |
| Калюжний Олег Кузьмович     | Сільський голова, 1959 року народження, освіта вища, член Партії регіонів  | 31.10.2010   |                 |

Примітка: таблиця складена за даними сайту Верховної Ради України

### Депутати
За результатами місцевих виборів 2010 року депутатами ради стали:

#### За суб'єктами висування
| Суб'єкт висування | Кількість обраних депутатів | %   |
| ----------------- | --------------------------- | --- |
| Самовисування     | 12                          | 100 |

#### За округами
| № округу | Прізвище, ім'я, по батькові    | Дата визнання обраним | Освіта             | Партійна приналежність | Відомості про обраного депутата                  |
| -------- | ------------------------------ | --------------------- | ------------------ | ---------------------- | ------------------------------------------------ |
| 1        | Лелека Любов Петрівна          | 04.11.2010            | середня спеціальна | позапартійна           | Звенигородський будинок інвалідів, медсестра     |
| 2        | Яровенко Ольга Павлівна        | 04.11.2010            | вища               | позапартійна           | Гудзівський навчально-виховний комплекс, вчитель |
| 3        | Яровенко Олександр Миколайович | 04.11.2010            | середня            | позапартійний          | Гудзівський сільський будинок культури, директор |
| 4        | Сиваченко Володимир Іванович   | 04.11.2010            | вища               | позапартійний          | Відділ освіти Звенигородської РДА, методист      |
| 5        | Сіваченко Наталія Степанівна   | 04.11.2010            | середня спеціальна | позапартійна           | Звенигородська райрада, техпрацівник             |
| 6        | Дяченко Ірина Миколаївна       | 04.11.2010            | середня спеціальна | позапартійна           | Гудзівська сільська рада, секретар               |
| 7        | Мамаєнко Наталія Володимирівна | 04.11.2010            | середня спеціальна | позапартійна           | Звенигородський червоний хрест, медсестра        |
| 8        | Яровенко Таїсія Григорівна     | 04.11.2010            | середня спеціальна | позапартійна           | тимчасово не працює                              |
| 9        | Мосінзовий Сергій Филимонович  | 04.11.2010            | середня            | позапартійний          | тимчасово не працює                              |
| 10       | Бабенко Василь Олексійович     | 04.11.2010            | середня спеціальна | позапартійний          | пенсіонер                                        |
| 11       | Вовченко Тетяна Петрівна       | 04.11.2010            | середня спеціальна | позапартійна           | Гудзівська сільська рада, головний бухгалтер     |
| 12       | Шукало Анатолій Леонтійович    | 04.11.2010            | середня спеціальна | позапартійний          | пенсіонер                                        |